# 特克斯军马场
特克斯军马场，是中华人民共和国新疆维吾尔自治区伊犁哈萨克自治州特克斯县下辖的一个类似乡级单位。

## 行政区划
特克斯军马场下辖以下地区：
军马场虚拟生活区。